# أمل قصير
أمل قصير (مواليد 1995)  هي شاعرة كلمة منطوقة حائزة على جائزة دولية.

## النشأة والتعليم
ولدت أمل قصير ونشأت في دنفر، وهي الرابعة من بين خمسة أطفال. ولدت لميليسا، وهي من ولاية آيوا ألمانية تحولت إلى الإسلام وتعيش في نبراسكا، ومحمود قصير، سوري. اعتنقت والدتها الإسلام في سن المراهقة. انتقلوا إلى دنفر للانضمام إلى المجتمع الإسلامي المتنامي. كانت شغوفة بحقوق الإنسان منذ صغرها، حيث تذكرت والدتها كيف أن أمل عندما كانت في الرابعة من عمرها وكانوا ينظفون المرآب، صعد الطفل فوق كومة من الأشياء المنبوذة وبدأ يتلو قسم الولاء. تتذكر ميليسا قصير: «دفعت إصبعها في الهواء وصرخت: الحرية والعدالة للجميع!» بعد مرور عامين على وقوع الهجوم الإرهابي على البرجين التوأمين في 11 سبتمبر، ألقى شخص حجرًا من خلال نافذة مطعم العائلة وتعرض قصير للإهانة لارتدائه الحجاب. في أول يوم لها في المدرسة الخاصة التي أرسلها والداها إليها، سأل المعلم أمل أيهما أفضل، أمريكا أم سوريا. عندما ردت أمل «أمريكا» صفعت المعلمة على وجهها. قرر والداها الانتقال إلى منزل جدته قصير في ضواحي العاصمة السورية دمشق. عاشت أمل قصير في سوريا لمدة ثلاث سنوات، وتعلمت اللغة العربية وتربطت بـ «أبناء عمومتها الذين يبلغون من العمر 60 عامًا». وبعد عقد من الزمن، حزن قصير على مقتل 15 من أفراد عائلته خلال الحرب الأهلية السورية. بعد التحاقه بكلية المجتمع، تخرج قصير من جامعة كولورادو.

## الحياة مهنية
تقوم بجولات في جميع أنحاء الولايات المتحدة، وتتلو الشعر وقدمت محاضرات TED. تتأمل في شعرها كيف أثرت الحرب الأهلية السورية عليها. خلال حرب غزة عام 2009 ، كتبت قصيدة تعكس تدميرها. كما تغني بالعربية. بعد توقيع دونالد ترامب على الأمر التنفيذي رقم 13769 في عام 2017، الذي يقيد الهجرة في عام 2017، قادت احتجاجات ضده.